# Маррава (биосферный резерват)
Маррава (англ. Marawah) — биосферный резерват в Объединённых Арабских Эмиратах. Резерват основан в 2007 году и помимо острова Маррава включает ряд соседних островов и прибрежные воды.

## Физико-географическая характеристика
Резерват растянулся вдоль береговой линии на 120 км и включает как морскую территорию, так и острова. На территории суши высота над уровнем моря колеблется от −5 до 20 метров. Максимальная глубина морской части достигает 25 метров.
В базе данных всемирной сети биосферных резерватов указаны следующие координаты центра резервата: 24°26′34″ с. ш. 53°14′17″ з. д.. Согласно концепции зонирования резерватов общая площадь территории, которая составляет 5455 км², разделена на три основные зоны: ядро — 5 км² суши и 605 км² воды, буферная зона — 295 км² суши и 3 350 км² воды, зона сотрудничества — 300 км² суши и 900 км² воды.
Большую часть резервата, 5255 км², составляет морская природоохранная зона Маравах, которая была создана в 2001 году и является самым крупным морским природоохранным объектом в регионе.

## Флора и фауна
Резерват богат своей морской растительностью. Здесь произрастает 3 вида морских придонных растений, около 18 видов кораллов, 15 видов водорослей. Островная растительность представлена мангровыми лесами, в основном авиценнией (Avicennia marina).
На территории резервата водится вторая по величине популяция редкого вида дюгонь (Dugong dugon), а также гнездится до 5 % от общей численности персидского баклана (Phalacrocorax nigrogularis).
Кроме того, воды резервата богаты рыбой (до 70 видов) и другими морскими обитателями, в частности редкими черепахами бисса (Eretmochelys imbricata) и зелёная черепаха (Chelonia mydas). Черепахи откладывают яйца на островах на территории резервата.

## Взаимодействие с человеком
Численность и плотность населения очень невысока как на островах, так и в континентальной береговой части. Основными населёнными пунктами являются Tareef, Radeem, Mirfaa и Themeiria. Местные жители традиционно занимаются рыболовством на территории резервата.
Исследования в области геологии и археологии являются одним из приоритетных направлений деятельности резервата. На различных островах проводятся археологические раскопки, зафиксировано более 20 мест раскопок, в том числе 13 мест на острове Маравах. Большинство находок относятся к XVI веку, но есть и неолитические стоянки, возраст которых достигает 6 тысяч лет, а также множество захоронений, деревянные мечети, колодцы и другие объекты.
Кроме того, с 1995 года основные исследования проводятся на береговой линии, проводится изучение редких видов растений и животных, их способы миграции.